# Liber de honore ecclesiae
Der Liber de honore ecclesiae ist polemischer Traktat in Form einer kanonischen Sammlung, den Placidus von Nonantola im Jahr 1111 verfasst hat.
Auslöser für die anscheinend zügig angefertigte Arbeit war der Vertrag von Ponte Mammolo; möglicherweise verfasste Placidus den Liber im Vorfeld der Lateransynode von 1112.
Placidus setzt sich in seinem Liber mit dem Wesen der Kirche und der Frage nach dem Kirchenbesitz auseinander. Dabei zitiert er biblische Texte und zahlreiche Kanones, um zu belegen, dass nur die Kirche über ihr einmal übertragene Güter (wie Immobilien, Zehnte und andere Einnahmen) verfügen darf. Eine Übertragung von Grundbesitz an eine Kirche oder ein Kloster begründet nach Placidus ausdrücklich kein Mitwirkungsrecht bei der Besetzung von kirchlichen Ämtern einschließlich der Investitur von Bischöfen. Er richtet sich damit gegen den Anspruch von Heinrich V., das Recht auf diese Investitur stünde ihm als Kaiser zu.
Der Liber gilt als wichtige Quelle für den sogenannten Investiturstreit, als Kanones-Sammlung ist er aber auch eine Quelle für die kirchliche Rechtsgeschichte.

## Edition
- Ernst Sackur (Hrsg.): Liber de honore ecclesiae. In: MGH Libelli de lite Band 2, S. 568–639 Digitalisat.